# سيغفريد إيدستروم
سيغفريد إيدستروم (باللغة السويدية Sigfrid Edström) هو صناعي سويدي عاش في الفترة ما بين 1870-1964؛ وكان الرئيس الرابع للجنة الأولمبية الدولية الذي ترأسها بين سنتي 1942–1952، إذ استلم الرئاسة من البلحيكي هنري دو باييه لاتور في سنة 1942، إلا أن تعيينه الرسمي أتى في سنة 1946 بعد انتهاء الحرب العالمية الثانية.